# قانون المحافظة على سلامة الأطفال والعائلات
قانون المحافظة على سلامة الأطفال والعائلات (2003) عبارة عن تشريع فيدرالي أمريكي يقضي بإعادة تفعيل قانون منع إساءة معاملة الطفل وقانون المعاملة، وقانون إقرار الفرص، وقانون مساعدة الأطفال الرضع المهجورين، وقانون الوقاية من العنف الأسري وقانون الخدمات.